# Difflugia submarina
Difflugia submarina is een soort in de taxonomische indeling van de Amoebozoa. Deze micro-organismen hebben geen vaste vorm en hebben schijnvoetjes. Met deze schijnvoetjes kunnen ze voortbewegen en zich voeden. Het organisme komt uit het geslacht Difflugia en behoort tot de familie Difflugiidae. Difflugia submarina werd in 1980 ontdekt door Chardez & Thomas.